# Club Atlético Estudiantil Porteño
El Club Atlético Estudiantil Porteño es un club polideportivo amateur fundado el 6 de septiembre de 1902 por estudiantes del Colegio Nacional del Oeste llegando a ser por dos veces campeón del fútbol amateur argentino. Actualmente es un club de diferentes deportes amateur.

## Historia
El Club Atlético Estudiantil Porteño fue fundado el 6 de septiembre de 1902 por estudiantes del Colegio Nacional del Oeste (actual Colegio Mariano Moreno), apoyados por el director Octavio Blando, en la esquina de avenida Belgrano y calle Pasco de la Ciudad Autónoma de Buenos Aires.
La combinación de su nombre “estudiantil” y “porteño” se debió a que ya había un club denominado Estudiantes y también uno con el nombre Porteño, por eso se decidieron por una combinación de ambos.
Se afilió a la Asociación de Fútbol en 1904. En 1907 adoptó los colores azul y rojo. Por una reestructuración, en 1912 fue promovido a Primera junto con Boca, Banfield, Platense, Club Hispano Argentino (hoy Club Almagro), Riachuelo, (actual Sportivo Barracas), Comercio, Olivos y Ferrocarril Sud. Fue el club que más jugadores aportó a la Selección para el Copa Mundial de Fútbol de 1934: Alfredo Devincenzi, Juan Pedevilla y Francisco Pérez. En el amateurismo quedó 13° en la tabla general, mejor que Gimnasia y Esgrima La Plata, Vélez, Lanús, Nueva Chicago, y Chacarita Juniors.
Cuando en 1931 un conjunto de clubes adoptaron el profesionalismo y formaron la Liga Argentina de Fútbol (actual Asociación del Fútbol Argentino) Estudiantil Porteño permaneció en Asociación Argentina de Football, que mantuvo el amateurismo. Allí se proclamó campeón en 1931 y nuevamente en 1934, siendo por lo tanto el primer y el último campeón de dicha entidad.
Al reunificarse el fútbol en 1935, Estudiantil Porteño (junto con el resto de los equipos de la extinta Asociación Argentina de Football) pasó a jugar en la Segunda División, desempeñándose en esa categoría hasta 1939. En el año 1939 se desafilia de la Asociación de Fútbol Argentino, manteniéndose desde entonces como club amateur en diferentes deportes.

## Cancha
Su primera cancha estuvo, hasta 1910, en avenida Alvear, actual avenida Libertador y calle Tagle; luego este predio daría lugar a una de las canchas del club River Plate. Se mudó luego a Ituzaingó. Entre 1914 y 1926 tuvo su sede y cancha en calle Campichuelo y avenida Díaz Vélez. En 1926 pasó a Ciudadela (Rivadavia 12050). En 1936 se trasladó a Ramos Mejía.

## Palmarés
- Primera División (2): 1931 (AAFAP), 1934 (AAFAP)

Nota:
La Asociación Argentina de Football (Amateurs y Profesionales) fue la entidad oficial que organizó sus propios torneos, a diferencia de la liga profesional recientemente establecida por entonces, desde 1931 hasta 1934.

## Goleadas

### A favor
- En Primera Amateur: 8-1 a Riachuelo en 1913
- En Primera B: 6-2 a Colegiales en 1937

### En contra
- En Primera Amateur: 0-7 vs Racing Club en 1923
- En Primera B: 0-6 vs Defensores de Belgrano en 1938

Futsal: